# Вест-Ліберті (Айова)
Вест-Ліберті (англ. West Liberty) — місто (англ. city) в США, в окрузі Маскетін штату Айова. Населення — 3858 осіб (2020).

## Географія
Вест-Ліберті розташований за координатами 41°34′21″ пн. ш. 91°15′46″ зх. д. / 41.57250° пн. ш. 91.26278° зх. д. (41.572450, -91.262639).  За даними Бюро перепису населення США в 2010 році місто мало площу 4,49 км², з яких 4,49 км² — суходіл та 0,00 км² — водойми.

## Демографія
Згідно з переписом 2010 року, у місті мешкало 3736 осіб у 1251 домогосподарстві у складі 890 родин. Густота населення становила 831 особа/км².  Було 1316 помешкань (293/км²).
Расовий склад населення:
| - 71,2 % — білих - 2,1 % — азіатів - 0,4 % — чорних або афроамериканців - 0,1 % — корінних американців - 23,3 % — осіб інших рас |

До двох чи більше рас належало 3,0 %. Частка іспаномовних становила 52,2 % від усіх жителів.
За віковим діапазоном населення розподілялося таким чином: 29,5 % — особи молодші 18 років, 58,5 % — особи у віці 18—64 років, 12,0 % — особи у віці 65 років та старші. Медіана віку мешканця становила 32,8 року. На 100 осіб жіночої статі у місті припадало 97,9 чоловіків;  на 100 жінок у віці від 18 років та старших — 96,6 чоловіків також старших 18 років.
Середній дохід на одне домашнє господарство  становив 63 105 доларів США (медіана — 54 408), а середній дохід на одну сім'ю — 66 988 доларів (медіана — 63 607). Медіана доходів становила 33 561 долар для чоловіків та 33 750 доларів для жінок. За межею бідності перебувало 14,5 % осіб, у тому числі 21,2 % дітей у віці до 18 років та 6,3 % осіб у віці 65 років та старших.
Цивільне працевлаштоване населення становило 1859 осіб. Основні галузі зайнятості: виробництво — 42,4 %, освіта, охорона здоров'я та соціальна допомога — 17,4 %, роздрібна торгівля — 10,4 %, будівництво — 8,2 %.